# じん肺法
じん肺法（じんぱいほう、昭和35年3月31日法律第30号）は、塵肺に関し、適正な予防および健康管理その他必要な措置を講ずることにより、労働者の健康の保持その他福祉の増進に寄与することに関する法律である。
本法の前身は、「けい肺及び外傷性せき髄障害に関する特別保護法」（昭和30年7月29日法律第91号。以下、「旧法」と略す）である。もとより、じん肺の予防および健康管理に関しては、従来から労働基準法、鉱山保安法および結核予防法ならびにこれらに基づく命令において、それぞれの所管事項に関連して必要な規定が設けられているところであるが、本法は、じん肺の予防ないし治療の困難性、症状の重篤性等の特殊性にかんがみ、これら関係法令によっては保護の十全を期し難い部面について規定したものである。同時に、旧法の内容の拡充整備を図ったものであり職業病対策に一層の幅と深みとを加えた立法というべく、今後における労働基準行政の重要な一環を占めるべきものである（昭和35年4月8日発基47号）。

## 構成
- 第一章 総則（第1条 - 第6条）
- 第二章 健康管理
  - 第一節 じん肺健康診断の実施（第7条 - 第11条）
  - 第二節 じん肺管理区分の決定等（第12条 - 第20条）
  - 第三節 健康管理のための措置（第20条の2 - 第23条）
- 第三章 削除
- 第四章 政府の援助等（第32条 - 第35条）
- 第五章 雑則（第35条の2 - 第44条の2）
- 第六章 罰則（第45条・第46条）
- 附則

## 目的・定義
この法律は、じん肺に関し、適正な予防及び健康管理その他必要な措置を講ずることにより、労働者の健康の保持その他福祉の増進に寄与することを目的とする（第1条）。
この法律において、次の各号に掲げる用語の意義は、それぞれ当該各号に定めるところによる（第2条1項）。
- じん肺　粉じんを吸入することによって肺に生じた線維増殖性変化を主体とする疾病をいう。
  - 「じん肺」とは、粉じんの吸入によって肺に生じた線維増殖性変化を主体とし、これに気道の慢性炎症性変化、気腫性変化を伴った疾病をいい、一般に不可逆性のものであること。なお、じん肺有所見者にみられる肺気腫及び肺性心は、一般に、これらのじん肺病変が高度に進展した結果出現するものであること（昭和53年4月28日基発250号）。
- 合併症　じん肺と合併した肺結核その他のじん肺の進展経過に応じてじん肺と密接な関係があると認められる疾病をいう。
  - 合併症は、じん肺管理区分が管理二又は管理三と決定された者に係るじん肺と合併した次に掲げる疾病とする（施行規則第1条）。したがって、じん肺管理区分の決定を受けていない者又はじん肺管理区分が管理一若しくは管理四である者が次に掲げる疾病にかかっても、ここでいう「合併症」に該当しないものであること（昭和53年4月28日基発250号）。
    1. 肺結核
      - 結核の病変のあるもののうち医学的に治療を要すると判断されるものをいい、昭和53年改正法施行前の「病勢の進行のおそれがある不活動性の肺結核」も不安定な病巣を有する場合には一般的にこれに含まれるものであること（昭和53年4月28日基発250号）。

    2. 結核性胸膜炎
    3. 続発性気管支炎
      - 一年のうち3カ月以上毎日のようにせきとたんがあり、かつ、たんの量が多く、たんが膿性であることをその判定の基準とするものであること（昭和53年4月28日基発250号）。

    4. 続発性気管支拡張症
    5. 続発性気胸
    6. 原発性肺がん
- 粉じん作業　当該作業に従事する労働者がじん肺にかかるおそれがあると認められる作業をいう。
  - 「粉じん作業」は、施行規則別表に掲げる作業のいずれかに該当するものとする。ただし、粉じん障害防止規則第2条1項1号ただし書の認定を受けた作業を除く（施行規則第2条）。
  - 「粉じん」とは、空気中に含まれる非生物体の固体粒子をいい、ヒュームも含まれるものであること（昭和53年4月28日基発250号）。「粉じん」について、法制定時は「鉱物性粉じん」としていたが、特定の有機粉じんを吸入することによっても鉱物性粉じんによるものと同様のじん肺が起こるとの意見もあるところから、今後の医学的解明の結果によっては有機粉じんをも含み得る余地を残すため、昭和53年の改正法施行により「鉱物性」という文言が削除された（昭和53年4月28日発基47号）。
- 労働者　労働基準法第9条に規定する労働者（同居の親族のみを使用する事業又は事務所に使用される者及び家事使用人を除く。）をいう。
- 事業者　労働安全衛生法第2条3号に規定する事業者で、粉じん作業を行う事業に係るものをいう。

## 事業者等の責務
事業者及び粉じん作業に従事する労働者は、じん肺の予防に関し、労働安全衛生法及び鉱山保安法の規定によるほか、粉じんの発散の防止及び抑制、保護具の使用その他について適切な措置を講ずるように努めなければならない（第5条）。事業者は、労働安全衛生法及び鉱山保安法の規定によるほか、常時粉じん作業に従事する労働者に対してじん肺に関する予防及び健康管理のために必要な教育を行わなければならない（第6条）。
- 本法においては、じん肺の予防に関する労使双方の努力義務を規定している。これは、じん肺の特殊性にかんがみ、特に予防に重点がおかれるべきであるとの認識に基づき、労働基準法その他の関係法令で定める基準に止まることなく、必要なじん肺の予防のための措置を講ずるよう努めるべきことを定めたものであるから、この趣旨に則り、労働基準法等関係法令の適正な運用と相まって、本法において創設された粉じん対策指導委員制度を活用し、各企業の実情に即した指導を行なわれたいこと（昭和35年4月8日発基47号）。
- 第6条は、じん肺の予防及び健康管理に十分な効果をあげるためには、常時、労働者に対し、それらに関して必要な知識を得させる必要があることから設けられているものであること。したがって、事業者は、単に雇入れ時に限らず、労働者に必要な知識を付与するよう措置する義務を負うものであるが、「必要な教育」の内容、時期、回数等は、医学及び衛生工学の進歩、技術の変革、更には事業場の実情等に応じてそれぞれ異なるべきものであり、これを一律化することは必ずしも適当ではないので、この運用に当たつては、各事業場の実情に即して最も効果的な方法により行うよう指導されたいこと。「常時粉じん作業に従事する」とは、労働者が業務の常態として粉じん作業に引き続いて従事することをいうが、必ずしも労働日の全部について粉じん作業に従事することを要件とするものではないこと（昭和53年4月28日基発250号）。

事業者は、じん肺健康診断を行ったとき、又はエックス線写真及びじん肺健康診断の結果を証明する書面が提出されたときは、遅滞なく、当該じん肺健康診断に関する記録を様式第三号により作成しなければならない。事業者は、この記録及びじん肺健康診断に係るエックス線写真を7年間保存しなければならない。ただし、エックス線写真については、病院、診療所又は医師が保存している場合は、この限りでない（第17条、施行規則第22条）。事業者は、じん肺健康診断を受けた労働者に対し、遅滞なく、当該じん肺健康診断の結果を通知しなければならない（施行規則第22条の2）。じん肺健康診断の実施の事務に従事した者は、その実施に関して知り得た労働者の心身の欠陥その他の秘密を漏らしてはならない（第35条の4）。
- 保存期間について、法制定時は5年間とされていたが、じん肺の病像の的確な判定及び健康管理対策の基礎資料として少なくとも前二回分のじん肺健康診断の記録及びじん肺健康診断に係るエックス線写真を確保する必要があるため、じん肺の所見のない者の定期健康診断の間隔（3年以内ごとに一回）を考慮して昭和53年の改正法施行により7年間に改めたものであること（昭和53年4月28日基発250号）。

事業者は、この法律及びこれに基づく命令の要旨を粉じん作業を行う作業場の見やすい場所に常時掲示し、又は備え付ける等の方法により、労働者に周知させなければならない（第35条の2）。
事業者は、この法律又はこれに基づく命令の規定による措置の実施に関し、労働者の心身の状態に関する情報を収集し、保管し、又は使用するに当たつては、労働者の健康の確保に必要な範囲内で労働者の心身の状態に関する情報を収集し、並びに当該収集の目的の範囲内でこれを保管し、及び使用しなければならない。ただし、本人の同意がある場合その他正当な事由がある場合は、この限りでない。事業者は、労働者の心身の状態に関する情報を適正に管理するために必要な措置を講じなければならない。厚生労働大臣は、この規定により事業者が講ずべき措置の適切かつ有効な実施を図るため必要な指針を公表するものとする（第35条の3）。現在、平成30年度から令和4年度までの5年間を推進期間とする「第9次粉じん障害防止総合対策」（平成30年2月9日基発0209第3号）が公表されている。
厚生労働大臣、都道府県労働局長及び労働基準監督署長は、この法律の目的を達成するため必要な限度において、事業者に、じん肺に関する予防及び健康管理に関する事項を報告させることができる（第44条）。事業者は、毎年、12月31日現在におけるじん肺に関する健康管理の実施状況（じん肺健康管理実施状況報告）を、翌年2月末日までに、様式第八号により当該作業場の属する事業場の所在地を管轄する労働基準監督署長を経由して、所轄都道府県労働局長に報告しなければならない。事業者は、この報告のほか、じん肺に関する予防及び健康管理の実施について必要な事項に関し、厚生労働大臣、都道府県労働局長又は労働基準監督署長から要求があったときは、当該事項について報告しなければならない（施行規則第37条）。
- 粉じん作業を行う事業に係る事業者で、当該年にじん肺健康診断を実施しなかった事業者も、じん肺健康管理実施状況報告を行う必要があること（昭和53年4月28日基発250号）。

## じん肺健康診断
この法律の規定によるじん肺健康診断は、次の方法によって行うものとする（第3条1項）。事業者は、第7条から第9条の2までの規定により行うじん肺健康診断を受けた労働者に対し、遅滞なく、当該じん肺健康診断の結果を通知しなければならない（施行規則第22条の2）。
1. 粉じん作業についての職歴の調査及びエックス線写真（直接撮影による胸部全域のエックス線写真をいう。以下同じ。）による検査
  - 「直接撮影による胸部全域のエックス線写真」とは、背腹位の胸部写真をいうものであって、側位、斜位等の多方向撮影、断層撮影等によるものは含まれないものであること（昭和53年4月28日基発250号）。
2. 胸部に関する臨床検査及び肺機能検査
  - この検査は、1.の調査及び検査の結果、じん肺の所見がないと診断された者以外の者について行う。ただし、肺機能検査については、エックス線写真に一側の肺野の3分の1を超える大きさの大陰影（じん肺によるものに限る。以下同じ）があると認められる者その他厚生労働省令で定める者を除く（第3条2項）。「じん肺の所見がないと診断された者以外の者」とは、じん肺の所見があり、又はじん肺にかかっている疑いがあると診断された者をいうこと（昭和53年4月28日基発250号）。
  - 「胸部に関する臨床検査」は、次に掲げる調査及び検査によって行うものとする（施行規則第4条）。
    - 既往歴の調査
    - 胸部の自覚症状及び他覚所見の有無の検査

  - 「肺機能検査」は、次に掲げる検査によって行うものとする（施行規則第5条）。
    - スパイロメトリー及びフローボリューム曲線による検査
    - 動脈血ガスを分析する検査

  - 昭和53年の改正法施行により、「一側の肺野の2分の1」が「3分の1」に改められた。これは、一側の肺野の3分の1を超える大陰影がある者は一般に肺機能等の障害が強いことが明らかにされており、かつ、ILOの分類でも大陰影の区分の基準に3分の1が採用されていることに基づいたものであり、これらの者はじん肺管理区分が管理四としてそれのみで療養を要することとなるからであること（昭和53年4月28日基発250号）。
3. 結核精密検査その他厚生労働省令で定める検査
  - 「結核精密検査」は、次に掲げる検査によって行うものとする。この場合において、医師が必要でないと認める一部の検査は省略することができる（施行規則第6条）。
    - 結核菌検査
    - エックス線特殊撮影による検査
    - 赤血球沈降速度検査
    - ツベルクリン反応検査

  - 「厚生労働省令で定める検査」（肺結核以外の合併症に関する検査）は、次に掲げる検査のうち医師が必要であると認めるものとする（施行規則第7条）。
    - 結核菌検査
    - たんに関する検査
    - エックス線特殊撮影による検査

  - この結核精密検査は1.及び2.の調査及び検査（肺機能検査を除く。）の結果、じん肺の所見があると診断された者のうち肺結核にかかっており、又はかかっている疑いがあると診断された者について、この厚生労働省令で定める検査は1.及び2.の調査及び検査の結果、じん肺の所見があると診断された者のうち肺結核以外の合併症にかかっている疑いがあると診断された者（3.の厚生労働省令で定める検査を受けることが必要であると認められた者に限る。）について行う。ただし、エックス線写真に一側の肺野の3分の1を超える大きさの大陰影があると認められる者を除く（第3条3項）。

じん肺のエックス線写真の像は、以下に掲げるところにより、第一型から第四型までに区分するものとする（第4条1項）。
- 第一型 両肺野にじん肺による粒状影又は不整形陰影が少数あり、かつ、大陰影がないと認められるもの
- 第二型 両肺野にじん肺による粒状影又は不整形陰影が多数あり、かつ、大陰影がないと認められるもの
- 第三型 両肺野にじん肺による粒状影又は不整形陰影が極めて多数あり、かつ、大陰影がないと認められるもの
- 第四型 大陰影があると認められるもの
  - 「大陰影」とは、じん肺による融合陰影や塊状陰影で、その長径が10ミリメートルを超える陰影をいうこと（昭和53年4月28日基発250号）。

事業者は、じん肺健康診断を行った場合においては、その限度において、労働安全衛生法第66条1項又は2項の健康診断を行わなくてもよい（第10条）。
- 「じん肺健康診断を行った場合」とは、必ずしも第7条から第9条の2までの規定によるじん肺健康診断を行つた場合に限定されるものでなく、第16条の規定による随時申請を行うためのじん肺健康診断その他事業者が任意にじん肺健康診断を行った場合も含むものであること。「その限度において」とは、例えば、エックス線検査を行った場合はエックス線検査、胸部に関する臨床検査を行った場合は胸部に関する臨床医学的検査、結核精密検査を行つた場合はかくたん検査を行わなくてもよいということ等のようにじん肺健康診断の検査に相当する検査を行わなくてもよいという趣旨であること（昭和53年4月28日基発250号）。

関係労働者は、正当な理由がある場合を除き、事業者が行うじん肺健康診断を受けなければならない。ただし、事業者が指定した医師の行うじん肺健康診断を受けることを希望しない場合において、他の医師の行うじん肺健康診断を受け、当該エックス線写真及びじん肺健康診断の結果を証明する書面その他厚生労働省令で定める書面を事業者に提出したときは、この限りでない（第11条）。
- 「正当な理由がある場合」とは、疾病、忌引等社会通念上労働者に受診を強要することができない場合をいうものであること。「厚生労働省令で定める書面」は、当面定める予定がないこと（昭和53年4月28日基発250号）。

### 就業時健康診断
事業者は、新たに常時粉じん作業に従事することとなった労働者（当該作業に従事することとなった日前1年以内にじん肺健康診断を受けて、じん肺管理区分が管理二又は管理三イと決定された労働者その他厚生労働省令で定める労働者を除く。）に対して、その就業の際、じん肺健康診断を行わなければならない。この場合において、当該じん肺健康診断は、厚生労働省令で定めるところにより、その一部を省略することができる（第7条）。
- 「厚生労働省令で定める労働者」は、次に掲げる労働者とする（施行規則第9条）。
  - 新たに常時粉じん作業に従事することとなった日前に常時粉じん作業に従事すべき職業に従事したことがない労働者
  - 新たに常時粉じん作業に従事することとなった日前1年以内にじん肺健康診断を受けて、じん肺の所見がないと診断され、又はじん肺管理区分が管理一と決定された労働者
  - 新たに常時粉じん作業に従事することとなった日前6月以内にじん肺健康診断を受けて、じん肺管理区分が管理三ロと決定された労働者
- 就業時健康診断の目的は、業務の常態として粉じん作業に引き続いて従事することとなった労働者について、当該作業に新たに就こうとするときに、あらかじめ、じん肺のり患の有無及びその程度を確認し、それによって当該労働者に対する適切な健康管理を行うことにあること。「新たに常時粉じん作業に従事する」とは、雇入れの際に限定されるものではなく、当該事業場における配置替えの場合も含むものであること。「就業の際」とは、雇入れ又は配置替えの日の前後おおむね3カ月程度までの期間をいうものであること（昭和53年4月28日基発250号）。

### 定期健康診断
事業者は、次の各号に掲げる労働者に対して、それぞれ当該各号に掲げる期間以内ごとに一回、定期的に、じん肺健康診断を行わなければならない（第8条）。この場合において、当該じん肺健康診断は、厚生労働省令で定めるところにより、その一部を省略することができる。
1. 常時粉じん作業に従事する労働者（次号に掲げる者を除く。）　3年
2. 常時粉じん作業に従事する労働者でじん肺管理区分が管理二又は管理三であるもの　1年
3. 常時粉じん作業に従事させたことのある労働者で、現に粉じん作業以外の作業に常時従事しているもののうち、じん肺管理区分が管理二である労働者（厚生労働省令で定める労働者を除く。）　3年
4. 常時粉じん作業に従事させたことのある労働者で、現に粉じん作業以外の作業に常時従事しているもののうち、じん肺管理区分が管理三である労働者（厚生労働省令で定める労働者を除く。）　1年

- 「常時粉じん作業に従事させたことのある労働者」には、本法施行前（労働基準法施行前も含む。）に常時粉じん作業に従事していた者が含まれるものであること。「常時粉じん作業に従事させたことのある労働者で、現に粉じん作業以外の作業に常時従事しているもの」には、常時粉じん作業に従事していた労働者で、その作業が作業環境、作業方法の改善等によって粉じん作業に該当しなくなった後もなお引き続きその作業に常時従事しているものも含まれるものであること。「厚生労働省令で定める労働者」は、当面定める予定がないこと（昭和53年4月28日基発250号）。

### 定期外健康診断
事業者は、次の各号の場合には、当該労働者に対して、遅滞なく、じん肺健康診断を行わなければならない（第9条、施行規則第11条）。この場合において、当該じん肺健康診断は、厚生労働省令で定めるところにより、その一部を省略することができる。
1. 常時粉じん作業に従事する労働者（じん肺管理区分が管理二、管理三又は管理四と決定された労働者を除く。）が、労働安全衛生法第66条1項又は2項の健康診断において、じん肺の所見があり、又はじん肺にかかっている疑いがあると診断されたとき。
2. 合併症により1年を超えて療養のため休業した労働者が、医師により療養のため休業を要しなくなったと診断されたとき。
3. 合併症により1年を超えて療養した労働者が、医師により療養を要しなくなったと診断されたとき（2.に該当する場合を除く。）。
4. 常時粉じん作業に従事させたことのある労働者で、現に粉じん作業以外の作業に常時従事しているもののうち、じん肺管理区分が管理二である労働者が、労働安全衛生規則第44条又は第45条の健康診断（同令第44条1項4号に掲げる項目に係るものに限る。）において、肺がんにかかっている疑いがないと診断されたとき以外のとき。

- 1.は、じん肺の所見がない粉じん作業従事労働者の定期健康診断が3年以内ごとに一回であることに鑑み、労働安全衛生法に基づく健康診断でじん肺にかかっている疑いがあると診断されたとき等に速やかに定期外健康診断を行うこととし、じん肺の早期発見に資することとしたものであること。2.は、合併症により1年を超えて療養のため休業した労働者は、その間定期健康診断を受けておらず、また、合併症の療養過程においてじん肺そのものが進展しているおそれがあるので、その就業の際に定期外健康診断を行い、じん肺管理区分の見直しを行うこととしたものであること（昭和53年4月28日基発250号）。

### 離職時健康診断
事業者は、次の各号に掲げる労働者で、離職の日まで引き続き1年を超えて使用していたものが、当該離職の際にじん肺健康診断を行うように求めたときは、当該労働者に対して、じん肺健康診断を行わなければならない。ただし、当該労働者が直前にじん肺健康診断を受けた日から当該離職の日までの期間が、次の各号に掲げる労働者ごとに、それぞれ当該各号に掲げる期間に満たないときは、この限りでない（第9条の2、施行規則第12条）。この場合において、当該じん肺健康診断は、厚生労働省令で定めるところにより、その一部を省略することができる。
1. 常時粉じん作業に従事する労働者（2.に掲げる者を除く。）　1年6月
2. 常時粉じん作業に従事する労働者でじん肺管理区分が管理二又は管理三であるもの　6月
3. 常時粉じん作業に従事させたことのある労働者で、現に粉じん作業以外の作業に常時従事しているもののうち、じん肺管理区分が管理二又は管理三である労働者（厚生労働省令で定める労働者を除く。）　6月

- 第9条の2は、一定の期間を超えてじん肺健康診断を受けていない労働者について、離職後の健康管理を適切に行うための指標を与えるため、新たに規定したものであること。なお、離職時健康診断を労働者の請求にかからしめたのは、じん肺の経過は通常定期健康診断により的確に把握しうるものであり、医学的には必ずしも離職時健康診断を必要とするものではなく、また、放射線に被ばくする機会を極力少なくする等の点を考慮したからであること。離職時健康診断制度を第6条に規定する教育の内容とし、対象労働者への周知に努めるとともに、定年退職者等相当期間前に離職の時期が明らかである者については、離職時健康診断の受診の希望の有無をあらかじめ聴取する等の措置を講ずるよう、事業者に対し指導されたいこと。また、離職時健康診断は、対象労働者に便宜を供与するため離職の前に実施することが望ましいので、この旨事業者に対し指導されたいこと。「常時粉じん作業に従事させたことのある労働者で、現に粉じん作業以外の作業に常時従事しているもの」については、第8条と同様であること。「厚生労働省令で定める労働者」は、当面定める予定がないこと（昭和53年4月28日基発250号）。

## じん肺管理区分
粉じん作業に従事する労働者及び粉じん作業に従事する労働者であった者は、じん肺健康診断の結果に基づき、以下に掲げるところにより、管理一から管理四までに区分して、この法律の規定により、健康管理を行うものとする（第4条2項）。
- 管理一 じん肺の所見がないと認められるもの
- 管理二 エックス線写真の像が第一型で、じん肺による著しい肺機能の障害がないと認められるもの
- 管理三イ エックス線写真の像が第二型で、じん肺による著しい肺機能の障害がないと認められるもの
- 管理三ロ エックス線写真の像が第三型又は第四型（大陰影の大きさが一側の肺野の3分の1以下のものに限る。）で、じん肺による著しい肺機能の障害がないと認められるもの
- 管理四 エックス線写真の像が第四型（大陰影の大きさが一側の肺野の3分の1を超えるものに限る。）と認められるもの、もしくはエックス線写真の像が第一型、第二型、第三型又は第四型（大陰影の大きさが一側の肺野の3分の1以下のものに限る。）で、じん肺による著しい肺機能の障害があると認められるもの
  - 「じん肺管理区分」は、じん肺そのものについての管理区分を定めたものであり、法制定時の「健康管理の区分」とは、その趣旨を異にするものであること。また、法制定時の管理一には、無所見者のほかに軽度のじん肺にかかっているが他の所見等のない者（管理一の二）も含まれていたが、昭和53年の改正法施行により、管理一は無所見者のみとし、有所見者は、管理二以上に位置づけることとしたこと（昭和53年4月28日基発250号）。

事業者は、じん肺健康診断を行ったとき、又は第11条ただし書の規定によりエックス線写真及びじん肺健康診断の結果を証明する書面その他の書面が提出されたときは、遅滞なく、厚生労働省令で定めるところにより、じん肺の所見があると診断された労働者について、当該エックス線写真及びじん肺健康診断の結果を証明する書面その他厚生労働省令で定める書面を都道府県労働局長に提出しなければならない（第12条）。第7条から第9条の2までの規定によるじん肺健康診断をその一部を省略して行った事業者は、第12条の規定によりエックス線写真及びじん肺健康診断の結果を証明する書面を提出する場合においては、その省略したじん肺健康診断の一部に相当する検査に係るエックス線写真又は当該検査の結果を証明する書面を添付しなければならない（施行規則第14条）。

### じん肺管理区分の決定手続等
じん肺健康診断の結果、じん肺の所見がないと診断された者のじん肺管理区分は、管理一とする（第13条1項）。
都道府県労働局長は、第12条の規定により、エックス線写真及びじん肺健康診断の結果を証明する書面その他厚生労働省令で定める書面が提出されたときは、これらを基礎として、地方じん肺診査医の診断又は審査により、当該労働者についてじん肺管理区分の決定をするものとする（第13条2項）。都道府県労働局長は、地方じん肺診査医の意見により、前項の決定を行うため必要があると認めるときは、事業者に対し、期日若しくは方法を指定してエックス線写真の撮影若しくは厚生労働省令で定める範囲内の検査を行うべきこと又はその指定する物件を提出すべきことを命ずることができる（第13条3項）。
- 「地方じん肺診査医の診断又は審査により」とは、都道府県労働基準局長の決定が地方じん肺診査医の診断又は審査の結果に拘束され、それと異なる内容の決定を行うことはできない趣旨であること。なお、「診断」とは、労働者について直接に臨床的診察を加えて判断する場合をいい、「審査」とは、専ら提出されたエツクス線写真、じん肺健康診断の結果を証明する書面等の資料によつて判断する場合をいうこと（昭和53年4月28日基発250号）。

都道府県労働局長は、じん肺管理区分の決定をしたときは、じん肺管理区分決定通知書（様式第四号）により、その旨を当該事業者に通知するとともに、遅滞なく、提出されたエックス線写真その他の物件を返還しなければならない（第14条1項、施行規則第16条）。事業者は、この通知を受けたときは、遅滞なく、じん肺管理区分等通知書（様式第五号）により、当該労働者（当該事業者に使用されている間にその者について決定されたじん肺管理区分及びその者が留意すべき事項の通知を受けることなく離職した者を含む。）に対して、その者について決定されたじん肺管理区分及びその者が留意すべき事項を通知しなければならない（第14条2項、施行規則第17条、第18条）。事業者は、この通知をしたときは、厚生労働省令で定めるところにより、その旨を記載した書面を作成し、これを3年間保存しなければならない（第14条3項）。
- 2項の事業者の通知義務は、都道府県労働基準局長からじん肺管理区分の決定の通知を受けたときに限られているが、じん肺健康診断の結果じん肺の所見がないと診断された労働者に対しても、じん肺管理区分が管理一である旨の通知をするよう、事業者に対し指導されたいこと（昭和53年4月28日基発250号）。

## 健康管理のための措置
事業者は、じん肺健康診断の結果、労働者の健康を保持するため必要があると認めるときは、当該労働者の実情を考慮して、就業上適切な措置を講ずるように努めるとともに、適切な保健指導を受けることができるための配慮をするように努めなければならない（第20条の2）。
- 第20条の2は、「健康管理のための措置」の一般的通則として、じん肺健康診断の結果に基づく事業者の責務を定めたものであること。「保健指導」とは、個々の労働者の健康状態に応じて事業場内及び事業場外における生活全般にわたる指導をいうものであり、健康増進、疾病予防、受診勧奨等が含まれるものであること（昭和53年4月28日基発250号）。

事業者は、じん肺管理区分が管理二又は管理三イである労働者について、粉じんにさらされる程度を低減させるため、就業場所の変更、粉じん作業に従事する作業時間の短縮その他の適切な措置を講ずるように努めなければならない（第20条の3）。
- 第20条の3は、じん肺管理区分が管理二又は管理三イである労働者について相対的に粉じんばく露の低減を図ろうとする趣旨のものであり、その実施に当たつては、一律的な基準によることなく、作業環境及び当該労働者の粉じんばく露量の的確な評価、当該労働者の粉じん作業に係る作業時間のは握等を十分行い、当該労働者の作業方法、賃金、健康状態、本人の意志等に十分留意して弾力的な取扱いがなされるべきであること。有所見者が出たことを契機として、作業環境の改善措置がより強力に行われ、又は、このような改善措置を行うことが困難である場合等であっても、防じんマスクの着用の徹底が図られ、これらの結果当該粉じん作業場に働く全労働者の粉じん暴露量が効果的に低減されていると客観的に認められるような場合も、この規定の趣旨に該当するものであること。「就業場所の変更」とは、粉じん濃度のより低い場所へ就業場所を変更することをいうこと（昭和53年4月28日基発250号）。

じん肺管理区分が管理四と決定された者及び合併症にかかっていると認められる者は、療養を要するものとする（第23条）。
- 法制定時は、合併症については、活動性の肺結核にかかった者のみが管理四として療養の対象とされていたが、昭和53年の改正法施行により、肺結核以外にも合併症の範囲を拡大するとともに、じん肺管理区分が管理二又は管理三の者であっても合併症にかかっていると認められる者は療養の対象とすることとして、その健康管理の適正化を図つたものであること（昭和53年4月28日発基47号）。
- 第23条は、じん肺管理区分が管理四と決定された者及び合併症にかかっていると認められる者は、一般的に療養を要する健康状態にあることを明らかにしたものであること。「療養」とは、必ずしも休養を伴うものだけでなく、就業しながらの治療も含まれるものであり、これらの選択は医師の判断に基づいて行われるべきものであること（昭和53年4月28日基発250号）。

### 作業の転換
都道府県労働局長は、じん肺管理区分が管理三イである労働者が現に常時粉じん作業に従事しているときは、事業者に対して、その者を粉じん作業以外の作業に常時従事させるべきことを書面で勧奨することができる。事業者は、この勧奨を受けたとき、又はじん肺管理区分が管理三ロである労働者が現に常時粉じん作業に従事しているときは、当該労働者を粉じん作業以外の作業に常時従事させることとするように努めなければならない。事業者は、この規定により、労働者を粉じん作業以外の作業に常時従事させることとなったときは、その旨を書面で都道府県労働局長に通知しなければならない。都道府県労働局長は、じん肺管理区分が管理三ロである労働者が現に常時粉じん作業に従事している場合において、地方じん肺診査医の意見により、当該労働者の健康を保持するため必要があると認めるときは、事業者に対して、その者を粉じん作業以外の作業に常時従事させるべきことを書面で指示することができる（第21条、施行規則第26~28条）。
- 本法においては、じん肺にかかった労働者の病勢の悪化を防止するため、転換手当の支払が全額使用者負担となった点を除きほぼ旧法と同様の作業転換勧告制度を設けている（昭和35年4月8日発基第47号）。じん肺のより以上の進展を防止するためには、労働者を粉じん作業から他の作業へ転換することが最も効果的な措置であるが、この作業の転換については、じん肺の症状に応じて段階的にきめ細かく規制することとし、昭和53年の改正法施行により新たに管理三ロの労働者に対する一般的な作業転換の努力義務及び都道府県労働基準局長の作業転換の指示の規定を設けることとしたものであること。なお、作業転換の指示に当たつては、長年なれ親しんだ職場を離れること、賃金の変動等現実に関係労使に対して及ぼす影響が重大であるので、適当な転換先職場の有無等を考慮し、労使の意見を十分聴取する等特に慎重を期されたいこと（昭和53年4月28日発基47号）。
- 第21条は、じん肺管理区分が管理三である労働者の粉じん作業からの作業転換を推進するため、管理三イの者に係る勧奨、管理三ロの者に係る一般的作業転換の努力義務及び管理三ロの者に係る指示の三段階に分けて規定したものであること。なお、作業転換が労働者に及ぼす影響の重大性に鑑み、その実施に当たっては、画一的にならぬよう、あくまで個々の労働者の具体的条件に即して当該労働者と十分話合いの上行うべきものであること。また、作業転換に当たって転換すべき作業を選択する際には、本法で「粉じん作業」として定められている以外の作業であっても粉じんの発散している作業、亜硫酸ガス等の呼吸器に対して障害を起こすことが知られている物質又は因子(がん原性物質又はがん原性工程を含む。)に暴露される作業、心・呼吸器の強度の負荷がかかる作業等を避けることが望ましいものであること（昭和53年4月28日基発250号）。

事業者は、じん肺管理区分が管理三である労働者を粉じん作業以外の作業に常時従事させるために必要があるときは、その者に対して、作業の転換のための教育訓練を行うように努めなければならない（第22条の2）。
- 作業転換に当たって、労働者が他の作業に就くために必要な知識技能を有していない場合も多く、これが円滑な作業転換を阻害する一つの要因ともなつているので、作業転換のための教育訓練を新たに事業者の努力義務として規定したものであること（昭和53年4月28日発基47号）。

### 転換手当
事業者は、次の各号に掲げる労働者が常時粉じん作業に従事しなくなったとき（労働契約の期間が満了したことにより離職したときその他厚生労働省令で定める場合を除く。）は、その日から7日以内に、その者に対して、次の各号に掲げる労働者ごとに、それぞれ平均賃金の当該各号に掲げる日数分に相当する額の転換手当を支払わなければならない。ただし、厚生労働大臣が必要があると認めるときは、転換手当の額について、厚生労働省令で別段の定めをすることができる（第22条）。
1. 第21条の規定による勧奨を受けた労働者又はじん肺管理区分が管理三ロである労働者（2.に掲げる労働者を除く。）　30日分
2. 第21条の規定による指示を受けた労働者　60日分

- 法制定時は、都道府県労働基準局長の勧告を受けて常時粉じん作業に従事しなくなった労働者のみを転換手当の支払いの対象としていたが、昭和53年の改正法施行により、作業転換の努力義務の対象者を拡大したことに伴い、転換手当の支払いの対象者をも拡大するとともに、都道府県労働基準局長から作業転換の指示を受けた労働者については、作業転換が極めて重要であり、これを早急に行うことを促進するため、平均賃金の60日分に相当する額の転換手当を支払うべきこととしたものである（昭和53年4月28日発基47号）。
- 「厚生労働省令で定める場合」とは、以下の通り（施行規則第29条）
  1. じん肺健康診断を受けて、じん肺管理区分が決定される前に常時粉じん作業に従事しなくなったとき、又はじん肺管理区分が決定された後、遅滞なく、常時粉じん作業に従事しなくなったとき。
  2. 新たに常時粉じん作業に従事することとなった日から3月以内に常時粉じん作業に従事しなくなったとき（1.に該当する場合を除く。）。
    - 1.及び2.は、当該事業場で粉じん作業に従事した期間がごく短期間であり、当該労働者のじん肺管理区分が管理三であることについては当該事業者の責任はないと考えられることから、転換手当の支払義務を除外したものであること。「遅滞なく」とは、事業者が都道府県労働基準局長からじん肺管理区分の決定の通知を受けた日からおおむね1カ月程度の期間をいうこと（昭和53年4月28日基発250号）。

  3. 疾病又は負傷による休業その他その事由がやんだ後に従前の作業に従事することが予定されている事由により常時粉じん作業に従事しなくなったとき。
    - 「その事由がやんだ後に従前の作業に従事することが予定されている事由」には、景気変動による一時帰休、ストライキによる休業、労働組合専従のための休職等が含まれること。なお、このような事由により休業した後、従前の作業に復帰することなく粉じん作業以外の作業に常時従事することとなつたとき、又は離職したときは、その時点で転換手当が支払われるべきものであること（昭和53年4月28日基発250号）。

  4. 天災地変その他やむを得ない事由のために事業の継続が不可能となったことにより離職したとき。
  5. 労働者の責めに帰すべき事由により解雇されたとき。
    - 4.及び5.の解釈は、労働基準法第20条1項但書の解釈と同一であること（昭和53年4月28日基発250号）。

  6. 定年その他労働契約を自動的に終了させる事由（労働契約の期間の満了を除く。）により離職したとき。
    - 「労働契約を自動的に終了させる事由」には、休職期間の満了等が含まれること（昭和53年4月28日基発250号）。

  7. その他厚生労働大臣が定めるとき。
- 転換手当は、作業の転換を要する労働者が粉じん作業から転換することを促進するための措置であるとともに、他面永年親しんできた職場を離れることに伴う見舞い金としての意味合いを併せて持つものであること。「常時粉じん作業に従事しなくなったとき」とは、作業転換した場合のみでなく、離職した場合も含むものであるが、労働者の種々の離職要因のうち転換手当の性格からその趣旨に合わないことが客観的に明らかであるもの（例えば労働契約の期間満了による離職）については、事業者の転換手当の支払義務を免除することとしたものであること。転換手当に係る平均賃金の算定に当たっては、当該労働者が常時粉じん作業に従事しなくなった日をもって、労働基準法第12条の「算定すべき事由の発生した日」とすべきものであること。但書の「厚生労働省令で別段の定め」は、当面定める予定がないこと（昭和53年4月28日基発250号）。

租税その他の公課は、転換手当を標準として課することができない（第36条）。転換手当の支払を受ける権利は、譲り渡し、担保に供し、又は差し押えることができない（第37条）。転換手当の支払を受ける権利は、これを行使することができる時から2年を経過したときは、時効によって消滅する（第38条）。

## じん肺診査医
厚生労働省に中央じん肺診査医を、都道府県労働局に地方じん肺診査医を置く（第39条1項）。じん肺診査医は、じん肺に関し相当の学識経験を有する医師のうちから、厚生労働大臣が任命する（第39条4項）。
中央じん肺診査医は、この法律の規定によるじん肺の診断又は審査及びこれらに関する事務を行うものとする（第39条2項）。地方じん肺診査医は、この法律の規定によるじん肺の診断又は審査及びこれらに関する事務を行うほか、第21条4項の規定による指示に関する事務に参画するものとする（第39条3項）。
じん肺診査医は、職務を行うため必要があるときは、その必要の限度において、粉じん作業を行う事業場に立ち入り、労働者その他の関係者に質問し、又はエックス線写真若しくは診療録その他の物件を検査することができる。立入検査をするじん肺診査医は、その身分を示す証票を携帯し、関係者に提示しなければならない。この立入検査の権限は、犯罪捜査のために認められたものと解釈してはならない（第40条）。
- じん肺診査医の立入検査等の権限は、専らじん肺の診断又は審査のために必要な限度において認められたものであるから、この権限の行使については、濫用にわたることのないよう慎重を期せられたいこと（昭和53年4月28日基発250号）。

非常勤のじん肺診査医の任期は、2年とする（施行規則第34条1項）。

## 粉じん対策指導委員
都道府県労働局及び産業保安監督部に、事業者が行うじん肺の予防に関する措置について必要な技術的援助を行わせるため、粉じん対策指導委員を置くことができる（第33条1項）。粉じん対策指導委員は、衛生工学に関し学識経験のある者のうちから、厚生労働大臣又は経済産業大臣が任命する（第33条2項）。
粉じん対策指導委員は、非常勤とする（第33条3項）。粉じん対策指導委員の任期は、2年とする（施行規則第34条1項）。
- 粉じん対策指導委員は、じん肺の予防を図るためには、各事業場の個々のケースについて具体的、技術的、かつ、専門的指導を行う必要があるところから設けられているものであること（昭和53年4月28日基発250号）。

## 労働基準監督官
労働基準監督署長及び労働基準監督官は、この法律の施行に関する事務をつかさどる（第41条、施行規則第36条）。

## 審査請求
都道府県労働局長の決定又はその不作為についての審査請求における審査請求書には、行政不服審査法第19条2~5項に規定する事項のほか、厚生労働省令で定める事項を記載しなければならない。審査請求書には、厚生労働省令で定めるところにより、当該決定に係るエックス線写真その他の物件及び証拠となる物件を添附しなければならない（第18条）。処分の取消しの訴えは、当該処分についての審査請求に対する裁決を経た後でなければ、提起することができない（審査請求前置主義。第20条、行政事件訴訟法第8条但書）。
- 「厚生労働省令で定める事項」は次の通り（施行規則第23条）
  - 決定を受けた者の氏名及び住所
  - 第19条7項の利害関係者の氏名及び住所
- 「厚生労働省令で定めるところにより」審査請求書に添附しなければならない物件は次の通り（施行規則第24条）
  - じん肺健康診断の結果を証明する書面
  - 本法の規定による命令を受けて行った検査の結果を証明する書面